# Wapen van De Wold Aa

Het waterschapswapen van De Wold Aa

Het wapen van De Wold Aa werd op 1 maart 1960 per Koninklijk besluit aan het Drentse waterschap De Wold Aa verleend. In 1995 ging het waterschap met de andere waterschappen De Oude Vaart, Middenveld, Riegmeer en  Smilde op in het nieuwe waterschap Meppelerdiep. Hiermee verviel het wapen.

## Blazoenering
De blazoenering luidt als volgt:
In zilver een golvende rechterschuinbalk van azuur, in het hoofdschild vergezeld van een voortschrijdende monnik van natuurlijke kleur, gekleed in een pij van sabel, geschoeid van keel en voor zich uit dragende een paalsgewijze geplaatste schop van azuur, gesteeld van keel, in de schildvoet vergezeld van een roos, eveneens van keel met gouden hart en kelkbladeren van sinopel. Het schild gedekt door een gouden kroon van drie bladeren en twee paarlen.
De heraldische kleuren in het wapen zijn azuur (blauw), goud (geel), keel (rood), sabel (zwart) en zilver. Het schild is gedekt met een gravenkroon.

## Geschiedenis
Het waterschap werd in 1932 opgericht met het doel het onderhouden van de Wold Aa. Nadat in de jaren '50 de eerste wapens werden verleend aan waterschappen in Drenthe had ook De Wold Aa interesse in een waterschapswapen. Hierop werd een brief met ontwerp op 26 september 1957 naar de Hoge Raad van Adel verstuurd. De Hoge Raad van Adel had bezwaar tegen de monnik in het ontwerp. Zo beweerde de Hoge Raad van Adel dat de Monniken zich niet met het ontginnen van het land bezighielden. Het tegendeel werd bewezen dat de monniken van Ruinen en Dickninge zich daar wel mee bezighielden.

## Symboliek
De golvende balk in het wapen moet het diepje de Wold Aa voorstellen. Verder verwijst de roos naar de heren van Ruinen die de heerlijkheden Ruinen en Ruinerwold bestuurden. De voormalige heerlijkheden lagen ten slotte in het waterschapgebied. Verder staat er in het wapen ook een monnik met schop die waarschijnlijk het werkgerij aan iemand anders gaat geven, deze herinnert aan de werkzaamheid van de monniken en nonnen van de abdijen Ruinen en Dickninge in het gebied.

## Verwant wapen

Het wapen van Ruinen

Drentse Aa ·
Amsterdamscheveld ·
Bargerbeek ·
Eemszijlvest ·
Emmer-Erfscheidenveen ·
Hesselte ·
Hunze en Aa ·
Loo- en Drostendiep ·
Meppelerdiep ·
Middenveld ·
De Monden ·
Nijeveen-Kolderveen ·
Noordenveld ·
Oostermoerse Vaart ·
De Oude Vaart ·
Reest en Wieden ·
Riegmeer ·
De Runde ·
Smilde ·
't Suydevelt ·
De Veenmarken ·
De Vledder en Wapserveense Aa ·
Weerdinge ·
De Wold Aa ·
Wold en Wieden ·
Zuiveringsschap Drenthe